# Metropolitana di Guadalajara
Il Sistema de Tren Eléctrico Urbano or SITEUR ('Sistema di Trene Elettrico Urbano'), colloquialmente noto come Tren Ligero o Mi Tren, è un sistema di metropolitana leggera che serve l'area metropolitana di Guadalajara a Jalisco, in Messico.
Inaugurato nel 1989, il sistema dispone di 3 linee più una in costruzione, ciascuna con un numero e un colore distintivo. La linea 1 (rossa) con 20 stazioni nei suoi 16,5 km; la Linea 2 (verde) ha 10 stazioni nei suoi 9,6 km. La Linea 3 (rosa) ha 18 stazioni in 21,5 km, e la futura Linea 4 (arancione) avrà 8 stazioni in 21,2 km.

## Linee
Attualmente il sistema ha 3 linee in servizio. Delle 48 stazioni in servizio, 45 sono passanti, 3 trasferite e 6 capolinee alle sei estremità; ce sono 11 stazioni di superficie, 13 sopraelevate e 24 sotterranee.
| Trasporti dell'area metropolitana di Guadalajara |

### Linea 1
La linea 1 è la più vecchia del sistema. In precedenza il suo colore distintivo era il blu, ma dopo la ristrutturazione delle stazioni e l'ampliamento della linea (effettuati dal 2011 al 2018) il suo colore distintivo è cambiato in rosso.
Nell'agosto 2014 è iniziato il potenziamento della linea 1 verso nord, dove si trova la nuova capolinea: la stazione Auditorio, situata a 1 km dalla stazione Periférico Norte. La nuova stazione è stata inaugurata il 23 novembre 2018.
La Linea 1 ha un'estensione di 16,5 km e conta 20 stazioni, di cui 11 sono di superficie e le altre 9 sono sotterranee. La linea collega i comuni di Zapopan, Guadalajara e Tlaquepaque da nord a sud attraverso la Calzada Federalismo e il viale Cristóbal Colón.
| Icona | Nome                             | Coordenate                   | Descrizione |
| ----- | -------------------------------- | ---------------------------- | --- |
|       | Auditorio                        | 20°44′10.7″N 103°21′00.6″W   | È il capolinea nord della linea, è sotterranea e si trova sotto l'incrocio tra Calzada Federalismo e la via Tratado de Tlatelolco, nel comune di Zapopan. L'icona della stazione è un'immagine stilizzata dell'Auditorium Benito Juárez da cui prende il nome. |
|       | Periférico Norte                 | 20°43′51.8″N 103°21′07.64″W  | La stazione si trova sotto l'incrocio tra Calzada Federalismo e Anillo Periférico Norte (Tangenziale Nord), a cui allude il suo nome, nel comune di Zapopan. Il suo logo rappresenta un anello diviso in due poli con quello superiore evidenziato, ad indicare che si tratta del nord. Questa stazione si collega con la linea Mi Macro Periférico di BRT alla stazione Periférico Norte.                                                                        |
|       | Dermatológico                    | 20°43′15.33″N 103°21′11.97″W | L'estazione è superficiale e si trova sotto l'incrocio tra Calzada Federalismo e la via Cuauhtémoc, nel comune di Zapopan. Prende il nome dall'Istituto Dermatologico di Jalisco. Il logo della stazione è un'immagine stilizzata della facciata del suddetto istituto. |
|       | Atemajac                         | 20°42′57.79″N 103°21′15.75″W | L'estazione è superficiale e si trova sotto l'incrocio tra Calzada Federalismo e il viale Patria Norte, nei limiti comunali di Zapopan e Guadalajara. La stazione prende il nome dal quartiere Atemajac, che deriva dal nahuatl Atemaxaque e significa "Pietra che biforca l'acqua". L'icona rappresenta il ponte sull torrente Atemajac che corre sotto l'Avenida Patria.                                                                                        |
|       | División del Norte               | 20°42′27.65″N 103°21′19.66″W | La stazione è sotterranea e si trova all'incrocio tra Calzada Federalismo e la circonvallazione División del Norte, nel comune di Guadalajara. L'icona rappresenta 4 fucili, in riferimento alla División del Norte, fazione formata durante la rivoluzione messicana. |
|       | Ávila Camacho                    | 20°41′54.98″N 103°21′17.85″W | La stazione è sotterranea e si trova all'incrocio tra Calzada Federalismo e il viale Ávila Camacho, nel comune di Guadalajara. La stazione prende il nome dal viale che la porta in onore di Manuel Ávila Camacho, presidente de Messico dal 1940 al 1946. L'icona rappresenta la fascia presidenziale. Questa stazione è collegata alla Linea 3. |
|       | Mezquitán                        | 20°41′29.32″N 103°21′14.05″W | La stazione è sotterranea e si trova all'incrocio tra Calzada Federalismo e la via Maestros, nel comune di Guadalajara. Deve il suo nome al fatto che si trova accanto al Cimitero di Mezquitán, uno dei più grandi e visitati di Guadalajara. Il suo logo è una stilizzazione di un mesquite, un albero originario delle regioni aride. |
|       | Refugio                          | 20°40′55.98″N 103°21′14.63″W | La stazione è sotterranea, e si trova in Calzada Federalismo, tra le vie Joaquín Angulo e Ignacio Herrera y Cairo, sotto la chiesa di Nuestra Señora del Refugio. La stazione prende il nome dalla chiesa e la sua icona ne rappresenta la facciata. |
|       | Juárez                           | 20°40′29.51″N 103°21′16.99″W | La stazione è sotterranea, e si trova all'incrocio tra Calzada Federalismo e il viale Juárez, da cui prende il nome, nel comune di Guadalajara. La stazione e il viale, prendono il nome di Benito Juárez, chi è stato presidente del Messico e è considerato un eroe nazionale. Questa stazione è collegata alla Linea 2. |
|       | Mexicaltzingo                    | 20°40′00.92″N 103°21′19.29″W | La stazione è sotterranea, e si trova all'incrocio tra Calzada Federalismo e la via Vidrio, nel quartiere di Mexicaltzingo, nel comune di Guadalajara. La stazione prende il suo nome dal quartiere di Mexicaltzingo, che in nahuatl significa "Luogo dove vivono persone onorevoli", e la sua icona rappresenta la testa di un indigeno di profilo. |
|       | Washington                       | 20°39′39.65″N 103°21′26.79″W | La stazione è sotterranea, e si trova all'incrocio tra Calzada Federalismo e la circonvallazione Agustín Yáñez, nel comune di Guadalajara. La stazione prende il nome dal viale Washington, il nome precedente della circonvallazione Agustín Yáñez. La sua icona rappresenta il busto di George Washington. |
|       | Santa Filomena                   | 20°39′15.48″N 103°21′49.1″W  | La stazione è superficiale, e si trova in Calzada Federalismo, tra le vie Fresno e Pino, nel comune di Guadalajara. Deve il suo nome alla chiesa di Santa Filomena, accanto alla quale è situata. La sua icona è una rappresentazione della cupola della chiesa. |
|       | Unidad Deportiva                 | 20°38′50.53″N 103°22′08.88″W | La stazione è superficiale, e si trova all'incrocio tra il viale Colón e Calzada Lázaro Cárdenas, nel comune di Guadalajara. Prende il nome dall'unità sportiva López Mateos che ha ospitato le gare dei Giochi Panamericani del 2011. L'icona rappresenta un atleta indigeno precolombiano nel Gioco della Palla. |
|       | Urdaneta                         | 20°38′35.48″N 103°22′21.58″W | La stazione è superficiale, e si trova all'incrocio tra il viale Colón e il viale Fray Andrés de Urdaneta, nel comune di Guadalajara. La stazione e il viale, prendono il nome di Andrés de Urdaneta, un esploratore, navigatore e frate spagnolo, che tracciò la principale rotta marina tra Filippine e Acapulco, conosciuta come Rotta di Urdaneta. La sua icona rappresenta il profilo del Frate e, dietro di lui, una delle Caravelle di Cristoforo Colombo. |
|       | 18 de Marzo                      | 20°38′17.51″N 103°22′36.8″W  | La stazione è superficiale, e si trova all'incrocio tra il viale Colón e il viale López de Legazpi, nel comune di Guadalajara. La stazione prende il suo nome dal quartiere 18 de Marzo. La sua icona è una torre petrolifera, poiché il 18 marzo 1938, l'allora presidente del Messico: il generale Lázaro Cárdenas effettuò l'espropriazione del petrolio. |
|       | Isla Raza                        | 20°37′58.15″N 103°22′49.93″W | La stazione è superficiale, e si trova all'incrocio tra il viale Colón e il viale Isla Raza, nel comune di Guadalajara. La sua icona rappresenta un nativo amerindo e un conquistatore spagnolo uno di fronte all'altro, con un'isola sullo sfondo, che rappresenta due diverse civiltà. |
|       | Patria                           | 20°37′36.57″N 103°23′05.74″W | La stazione è superficiale, e si trova all'incrocio tra il viale Colón e il viale Patria Sur, nel comune di Guadalajara. La sua icona rappresenta la bandiera messicana issata su un pennone. |
|       | España                           | 20°37′17.17″N 103°23′21.61″W | La stazione è superficiale, e si trova all'incrocio tra il viale Colón e il viale Jaime Torres Bodet, nel comune di Guadalajara. La stazione prende il suo nome dal quartiere Nueva España (Nuova Spagna). La sua icona rappresenta un cappello spagnolo, con un ventaglio nella parte posteriore. |
|       | Santuario Mártires de Cristo Rey | 20°36′49.55″N 103°23′44.36″W | La stazione è superficiale, e si trova all'incrocio tra il viale Colón e il viale Tesoro, nel comune di Guadalajara. La stazione prende il nome dal Santuario dei Martiri costruito vicino alla stazione. La sua icona è un'immagine stilizzata della cupola della chiesa. |
|       | Periférico Sur                   | 20°36′26.36″N 103°24′03.24″W | La stazione è superficiale, e si trova all'incrocio tra il viale Colón e Anillo Periférico Sur (Tangenziale Sud), a cui allude il suo nome, nel comune di Tlaquepaque. Il suo logo rappresenta un anello diviso in due poli con quello inferiore evidenziato, ad indicare che si tratta del sud. Questa stazione si collega con la linea Mi Macro Periférico di BRT alla stazione Periférico Sur.                                                                 |

### Linea 2
La sua costruzione iniziò nel gennaio 1992 e fu completata il 1 luglio 1994. Delle tre linee esistenti, questa è la più corta della rete e il suo colore distintivo è il verde.
Ha 10 stazioni, tutte sotterranee. La linea collega il centro con l'est del comune di Guadalajara.
| Icona | Nome                | Coordenate                   | Descrizione |
| ----- | ------------------- | ---------------------------- | --- |
|       | Juárez              | 20°40′29.62″N 103°21′18.53″W | La stazione è sotterranea, e si trova all'incrocio tra Calzada Federalismo e il viale Juárez, da cui prende il nome, nel comune di Guadalajara. La stazione e il viale, prendono il nome di Benito Juárez, chi è stato presidente del Messico e è considerato un eroe nazionale. Questa stazione è collegata alla Linea 1.                                                                                   |
|       | Plaza Universidad   | 20°40′30.38″N 103°20′53.15″W | La stazione è sotterranea, e si trova all'incrocio tra il viale Juárez e la via Colón, accanto alla piazza dell'università, da cui prende il nome, nel centro storico di Guadalajara. La sua icona rappresenta la facciata della Biblioteca Iberoamericana Octavio Paz, che era la sede dell'Università di Guadalajara. Questa stazione si collega con la Linea 3 attraverso la stazione Guadalajara Centro. |
|       | San Juan de Dios    | 20°40′30.77″N 103°20′27.03″W | La stazione è sotterranea, e si trova all'incrocio tra il viale Javier Mina e la Calzada Independencia Norte, accanto alla chiesa di San Giovanni di Dio, da cui prende il nome, nel centro storico di Guadalajara. L'icona rappresenta la vista laterale della chiesa. Questa stazione si collega con la linea Mi Macro Calzada di BRT alla stazione San Juan de Dios.                                      |
|       | Belisario Domínguez | 20°40′21.86″N 103°19′53.24″W | La stazione è sotterranea, e si trova all'incrocio tra il viale Javier Mina e la via Jarauta, nel comune di Guadalajara. La stazione prende il nome dal vicino viale Belisario Dominguez; medico e politico messicano di ideologia liberale. L'icona rappresenta detto personaggio. |
|       | Oblatos             | 20°40′13.02″N 103°19′21″W    | La stazione è sotterranea, e si trova in viale Javier Mina, tra le vie Juan R. Zavala e Pedro Celestino Negrete, nel comune di Guadalajara. Prende il nome dal quartiere Oblatos, in cui si trova. L'icona rappresenta una hacienda. |
|       | Cristóbal de Oñate  | 20°40′03.05″N 103°18′48.15″W | La stazione è sotterranea, e si trova all'incrocio tra il viale Javier Mina e la via Agustín Basavé, accanto alla piaza 18 de Marzo, nel comune di Guadalajara. La stazione prende il nome dalla via Cristóbal de Oñate, oggi scomparsa. L'icona rappresenta il volto del conquistatore spagnolo che, insieme a Nuño de Guzmán, fondò la città di Guadalajara.                                               |
|       | San Andrés          | 20°39′55.04″N 103°18′21.89″W | La stazione è sotterranea, e si trova all'incrocio tra il viale Javier Mina e la via Felipe Ángeles, nel comune di Guadalajara. La stazione prende il nome dal quartiere di San Andrés. L'icona rappresenta i portali di piazza Mariano Escobedo, accanto alla chiesa di Sant'Andrea Apostolo, che dà il nome al quartiere.                                                                                  |
|       | San Jacinto         | 20°39′49.98″N 103°17′50.2″W  | La stazione è sotterranea, e si trova all'incrocio tra il viale Javier Mina e la via San Jacinto, accanto al parco San Jacinto, da cui prende il nome, nel comune di Guadalajara. L'icona rappresenta la sagoma di San Giacinto di Cracovia. |
|       | La Aurora           | 20°39′44.89″N 103°17′07.96″W | La stazione è sotterranea, e si trova all'incrocio tra il viale Javier Mina e la via José Gómez de la Cortina, nel comune di Guadalajara. La stazione prende il nome dal quartiere La Aurora, in cui si trova. L'icona rappresenta la chiarezza dell'alba. |
|       | Tetlán              | 20°39′35.23″N 103°16′33.49″W | La stazione è sotterranea ed è il capolinea orientale della linea. Si trova all'incrocio tra il viale Gigantes e il viale Mercedes Celís, nel comune di Guadalajara. La stazione prende il nome dal quartiere Tetlán, che in nahuatl significa "Luogo di petra". L'icona rappresenta il glifo di detta parola.                                                                                               |

### Linea 3
La linea 3 ha iniziato la costruzione il 7 agosto 2014 ed è stata inaugurata il 12 settembre 2020. Il suo colore distintivo è il rosa e ha un'estensione di 21,5 km, da nord-ovest a sud-est della città.
Ha 18 stazioni, di cui 13 sopraelevate e le altre 5 sotterranee. La linea collega i centri storici di Zapopan, Guadalajara e Tlaquepaque. È destinato a servire 260.000 utenti al giorno. Questa linea metropolitana è la più moderna dell'America Latina.
I treni sono dotati di aria condizionata, videosorveglianza e sistemi di informazione ai passeggeri. Grazie alla tecnologia di questo modello di metropolitana, SITEUR è l'unico sistema metropolitano in Messico ad avere treni a guida autonoma; tuttavia possono anche essere azionati manualmente.
| Icona | Nome                   | Coordenate                   | Descrizione |
| ----- | ---------------------- | ---------------------------- | --- |
|       | Arcos de Zapopan       | 20°44′28.41″N 103°24′26.81″W | La stazione è sopraelevata ed è il capolinea nord-ovest della linea. Si trova all'incrocio tra il viale Juan Gil Preciado e il viale Arco del Triunfo, nel comune di Zapopan. La stazione prende il nome dal quartiere Arcos de Zapopan, in cui si trova. La sua icona è una spiga, che rappresenta che in quel luogo c'erano grandi campi di mais, che andavano scomparendo con la progressiva crescita della città.                                                                                   |
|       | Periférico Belenes     | 20°44′17.16″N 103°24′11.13″W | La stazione è sopraelevata, e si trova all'incrocio tra il viale Juan Pablo II e Anillo Periférico Norponiente (Tangenziale Nord Ovest), nel comune di Zapopan. La stazione prende il nome dal quartiere di Belenes e dall'Anillo Periférico. La sua icona è un'immagine stilizzata della facciata della Biblioteca Pubblica dello Stato di Jalisco. Questa stazione si collega con la linea Mi Macro Periférico di BRT alla stazione Periférico Belenes.                                               |
|       | Mercado del Mar        | 20°43′43.72″N 103°23′21.27″W | La stazione è sopraelevata, e si trova all'incrocio tra il viale Juan Pablo II e il viale José Parres Arias, nel comune di Zapopan. La stazione prende il nome dallo Mercato del Mare di Zapopan, un punto chiave per il commercio dei prodotti ittici nello Stato di Jalisco. L'icona della stazione è un pesce spada che salta fuori dall'acqua. |
|       | Zapopan Centro         | 20°43′09.66″N 103°23′10.02″W | La stazione è sopraelevata, e si trova all'incrocio tra il viale Ávila Camacho e il viale Hidalgo, nel centro storico di Zapopan. L'icona della stazione è un'immagine stilizzata della Basilica di Zapopan. |
|       | Plaza Patria           | 20°42′43.71″N 103°22′29.52″W | La stazione è sopraelevata, e si trova all'incrocio tra il viale Ávila Camacho e il viale Patria, nei limiti comunali di Zapopan e Guadalajara. La stazione prende il nome dal centro commerciale Plaza Patria e l'icona rappresenta tre pini, presso il parco Ávila Camacho, vicino alla stazione. |
|       | Circunvalación Country | 20°42′23.28″N 103°21′57.65″W | La stazione è sopraelevata, e si trova in viale Ávila Camacho, tra la via Mar Egeo e la circonvallazione Jorge Álvarez del Castillo, nel comune di Guadalajara. La stazione prende il nome dalla circonvallazione Jorge Álvarez del Castillo e dal quartiere Jardines del Country. L'icona è una bandiera del Golf, alludente al Country Golf Club, vicino alla stazione. |
|       | Ávila Camacho          | 20°41′57.79″N 103°21′17.85″W | La stazione è sopraelevata, e si trova all'incrocio tra il viale Ávila Camacho e Calzada Federalismo, nel comune di Guadalajara. La stazione prende il nome dal viale che la porta in onore di Manuel Ávila Camacho, presidente de Messico dal 1940 al 1946. L'icona rappresenta la fascia presidenziale. Questa stazione è collegata alla Linea 1. |
|       | La Normal              | 20°41′42.45″N 103°20′55.41″W | La stazione è sotterranea, e si trova all'incrocio tra la passeggiata Fray Antonio Alcalde e il viale Normalistas, nel comune di Guadalajara. La scuola prende il nome dalla Glorieta de la Normal, un parco urbano accanto alla Scuola Normale di Jalisco. L'icona è un'immagine frontale del treno e di tre autobus, alludendo al Centro de Transferencia Multimodal (Centro di Trasferimento Multimodale), la cui funzione è quella di facilitare i trasferimenti dal treno all'autobus e viceversa. |
|       | Santuario              | 20°41′02.56″N 103°20′52.32″W | La stazione è sotterranea, e si trova in passeggiata Fray Antonio Alcalde, tra le vie Juan Álvarez e Manuel Acuña, nel comune di Guadalajara. La stazione prende il nome dal Santuario di Nostra Signora di Guadalupe e l'icona è una rappresentazione della sua facciata. |
|       | Guadalajara Centro     | 20°40′34.3″N 103°20′50.62″W  | La stazione è sotterranea, e si trova all'incrocio tra il viale 16 de Septiembre e il viale Juárez, nel centro storico di Guadalajara. L'icona rappresenta la facciata della Cattedrale Metropolitana di Guadalajara, è dedicata all'Assunzione di Maria. Questa stazione si collega con la Linea 1 attraverso la stazione Plaza Universidad. |
|       | Independencia          | 20°40′15″N 103°20′39.98″W    | La stazione è sotterranea, e si trova all'incrocio tra il viale Revolución e Calzada Independencia (di cui prende il nome), nel comune di Guadalajara. L'icona della stazione è un'immagine stilizzata della Campana de Dolores, alludendo all'inizio del movimento insurrezionale che culminò con l'Indipendenza del Messico. Questa stazione si collega con la linea Mi Macro Calzada BRT alla stazione Bicentenario.                                                                                 |
|       | Plaza de la Bandera    | 20°39′54.47″N 103°19′57.81″W | La stazione è sotterranea, e si trova in viale Revolución, tra la via Costanza e Calzada del Ejército, nel comune di Guadalajara. La stazione prende il nome dalla piazza della bandiera. L'icona rappresenta il monumento alla bandiera, che è un'aquila stilizzata e si trova sopra la piazza. |
|       | CUCEI                  | 20°39′34.71″N 103°19′26.51″W | La stazione è sopraelevata, e si trova all'incrocio tra il viale Revolución e la via Manuel de Mimbela, nel comune di Guadalajara. La stazione prende il nome dal CUCEI (Centro Universitario di Scienze Esatte e Ingegneria), un complesso dell'Università di Guadalajara. L'icona rappresenta lo scudo del complesso. |
|       | Revolución             | 20°39′03.49″N 103°18′36.99″W | La stazione è sopraelevata, e si trova all'incrocio tra il viale Revolución e la via Ramón López Velarde, nel comune di Guadalajara. La stazione prende il nome dal centro commerciale Plaza Revolución e l'icona rappresenta un cannone, in allusione alla rivoluzione messicana. |
|       | Río Nilo               | 20°38′41.24″N 103°18′14.8″W  | La stazione è sopraelevata, e si trova all'incrocio tra il viale Revolución e il viale Río Nilo, nel comune di Guadalajara. La stazione prende il nome dal viale Río Nilo (Fiume Nilo), e l'icona rappresenta un caduceo medico racchiuso in un asterisco, riferito all'Ospedale Generale n. 14, che si trova sul lato est della stazione. |
|       | Tlaquepaque Centro     | 20°38′15.19″N 103°17′59.89″W | La stazione è sopraelevata, e si trova in viale Francisco Silva Romero, tra le vie Zaragoza e 16 de Septiembre, nel comune di Tlaquepaque. La stazione prende il nome dal vicino centro storico di Tlaquepaque. L'icona della stazione è un vaso di terracotta, che allude all'artigianato realizzato nel comune. |
|       | Lázaro Cárdenas        | 20°37′55.72″N 103°17′46.43″W | La stazione è sopraelevata, e si trova all'incrocio tra il viale Francisco Silva Romero e la via República de Guatemala, nel comune di Tlaquepaque. La stazione prende il nome dal viale Lázaro Cárdenas, che è vicino. L'icona della stazione è un'immagine stilizzata dal nodo stradale Revolución. |
|       | Central de Autobuses   | 20°37′23.33″N 103°17′06.21″W | La stazione è sopraelevata, e si trova all'incrocio tra il viale de las Torres e la via Carlos Salgado, nel comune di Tlaquepaque. La stazione prende il nome dalla stazione degli autobus della città. L'icona è l'immagine frontale di un autobus con una valigia |

### Linea 4
La linea 4 avrà una lunghezza di 21,2 km e un tempo di percorrenza di 35 minuti. Una volta inaugurata, diventerà la seconda linea più lunga del sistema, dietro solo alla linea 3.
Partirà da Las Juntas nel quartiere Miravalle, dove avrà un collegamento con Mi Macro Calzada attraverso un centro di trasferimento multimodale (CETRAM), e terminerà nella sede municipale di Tlajomulco, a sud della città.
Date le sue caratteristiche, in particolare la disposizione, la lunghezza e la distanza tra le stazioni, il sistema potrebbe essere considerato un treno suburbano, anche se ciò è discutibile.
| Icona | Nome                 | Coordenate                    | Descrizione |
| ----- | -------------------- | ----------------------------- | --- |
|       | Las Juntas           | 20°36′28.67″N 103°20′26.77″W  | La stazione sarà superficiale e sarà situata all'incrocio tra il viale Gobernador Curiel e la via Cardenal, nel quartiere di Las Juntas, nel comune di Tlaquepaque. L'icona della stazione rappresenta la giunzione tra una strada e un binario ferroviario. Questa stazione avrà collegamento con la linea Mi Macro Calzada di BRT in una nuova stazione.                                  |
|       | Jalisco 200 Años     | 20°34′33.56″N 103°21′18.79″W  | La stazione sarà superficiale e sarà situata all'incrocio tra la via Manzanillo ed Anillo Periférico Sur (Tangenziale Sud), nel comune di Tlaquepaque. Il nome e l'icona della stazione sono dovuti al fatto che nel 2023 Jalisco ha festeggiato 200 anni come stato libero e sovrano. Questa stazione avrà collegamento con la linea Mi Macro Periférico di BRT nella stazione Adolf Horn. |
|       | Real del Valle       | 20°33′32.004″N 103°21′57.27″W | La stazione sarà superficiale e sarà situata all'incrocio tra il viale Adolf Horn Jr. e il viale Real del Valle, accanto al quartiere Real del Valle, nel comune di Tlajomulco. L'icona rappresenta la porta d'ingresso al quartiere chiuso. |
|       | Concepción del Valle | 20°31′37.7″N 103°23′05.78″W   | La stazione sarà superficiale e sarà situata all'incrocio tra il viale Concepción e Camino a Unión del 4, accanto al quartiere Concepción del Valle, nel comune di Tlajomulco. L'icona della stazione rappresenta la facciata dell'antica Hacienda de la Concepción, da cui prendono il nome il viale e il quartiere.                                                                       |
|       | El Cuervo            | 20°30′27.46″N 103°23′36.27″W  | La stazione sarà superficiale e sarà situata all'incrocio tra Camino a Unión del 4 e Carretera a San Sebastián, nel comune di Tlajomulco. La stazione prende il nome dal vicino Rancho del Cuervo ("Cottage del Corvo"), e l'icona rappresenta un corvo. |
|       | Lomas del Sur        | 20°29′08.33″N 103°24′18.14″W  | La stazione sarà superficiale e sarà situata all'incrocio tra Camino a Unión del 4 e il viale De la Fortuna, nel comune di Tlajomulco. La stazione prende il nome dal quartiere Lomas del Sur ("Colline al Sud"), e l'icona è l'immagine di una casa sulle colline. |
|       | CUTLAJO              | 20°28′08.25″N 103°24′54.79″W  | La stazione sarà superficiale e sarà situata all'incrocio tra la via Constitución Oriente e la via Jardines de Tlajomulco, vicino al Centro Universitario di Tlajomulco (CUTlajo), nel comune di Tlajomulco. |
|       | Tlajomulco Centro    | 20°28′09.8″N 103°26′11.7″W    | La stazione sarà superficiale e sarà situata all'incrocio tra la via Constitución Oriente e la via Vallarta Oriente, vicino al centro di Tlajomulco. L'icona rappresenta la facciata della biblioteca Elena Poniatowska. |